# Christine GZ
Christine Giampaoli Zonca (Pondicherry, India; 22 de julio de 1993), más conocida como Christine GZ, es una piloto de carreras ítalo-española que compite en competiciones de rally y off-road. Es también presentadora y reportera en televisión.
Desde 2021 participó en la Extreme E, habiendo competido para varios equipos. En 2024 participó en el Rally Dakar, finalizando 13.ª en la categoría SSV (T4) con el equipo TC Racing del  futbolista Thibaut Courtois.
Desde febrero de 2024 forma parte del equipo de DAZN F1 como reportera en los circuitos junto a Melissa Jiménez y Roldán Rodríguez.

## Biografía
Christine GZ nació de padres italianos en Pondicherry, India, donde vivió durante ocho años antes de mudarse a Milán, Italia, y luego a Tenerife, Islas Canarias. Se licenció en Ingeniería de Motorsport en la Birmingham City University. Comenzó en el motorsport trabajando en el taller de su vecino. Su primer chasis fue un Golf MKII de 1988, seguido por un Rally Corolla de 1989 que llamó "Lolla".
En 2016, fue miembro de un equipo de rally completamente femenino que compitió en el Rally Cataluña. En 2020 relanzó su carrera como piloto tras el confinamiento. Junto con Avatel Telecom y el copiloto Edu Blanco compitió en el Rally de Andalucía, logrando un tercer lugar. Compitió con el Avatel Telecom Racing Team durante la temporada 2021, alcanzando el segundo lugar en el Campeonato de España de Cross-Country T1N ese año.
El 15 de diciembre de 2020 se anunció que había firmado con el equipo anteriormente conocido como Hispano Suiza Xite Energy Team para competir en el nuevo campeonato de carreras de todoterrenos totalmente eléctricos Extreme E junto con Oliver Bennett. Debutó en el Desert X-Prix 2021 en Al-Ula, Arabia Saudita, donde terminó en quinto lugar. Al final de la temporada 2021, GZ y Bennett clasificaron novenos. También se convirtió en presentadora de televisión para el emisor italiano Sport MediaSet, cubriendo el Campeonato Mundial de Fórmula E de la FIA y conduciendo el BMW i8 Safety Car en el Circuito de Mónaco. Además, también participó en el Eco Rallye Mallorca, conduciendo el famoso Porsche Taycan.
Participó en la Copa Mundial de Bajas Cross-Country de la FIA con su copiloto Ricardo Torlaschi, terminando quinta en la categoría T3. Compitió en la temporada 2023 de Extreme E para Carl Cox Motorsport con Timo Scheider como su compañero de equipo. Fue reemplazada por Lia Block, hija del difunto Ken Block, en la quinta ronda y por el resto de la temporada. Regresó para las dos rondas finales de la temporada como piloto reserva del campeonato después de que la piloto reserva regular Tamara Molinaro reemplazara a Hedda Hosås en JBXE. Anteriormente había competido para Veloce Racing y Xite Energy Racing.

## Resultados

### Extreme E
(leyenda)
| Año  | Escudería           | Coche            | 1       | 2       | 3       | 4        | 5       | 6       | 7       | 8       | 9       | 10      | Pos. | Puntos |
| ---- | ------------------- | ---------------- | ------- | ------- | ------- | -------- | ------- | ------- | ------- | ------- | ------- | ------- | ---- | ------ |
| 2021 | Xite Energy Team    | Spark ODYSSEY 21 | DES Q 5 | DES R 5 |         |          |         |         |         |         |         |         | 9.ª  | 55     |
| 2021 | Xite Energy Racing  | Spark ODYSSEY 21 |         |         | OCE Q 6 | OCE R 6  | ARC Q 9 | ARC R 8 | ISL Q 9 | ISL R 9 | JUR Q 9 | JUR R 9 | 9.ª  | 55     |
| 2022 | Veloce Racing       | Spark ODYSSEY 21 | DES WD  | ISL1 8  | ISL2 9  | COP 10   | ENE     |         |         |         |         |         | 18.ª | 7      |
| 2023 | Carl Cox Motorsport | Spark ODYSSEY 21 | DES1 7  | DES2 9  | HYD1 3  | HYD2 DNS | ISL-I1  | ISL-I2  | ISL-II1 | ISL-II2 | COP1    | COP2    | 15.ª | 23     |

* Temporada en progreso.